# Adrienne Barbeau

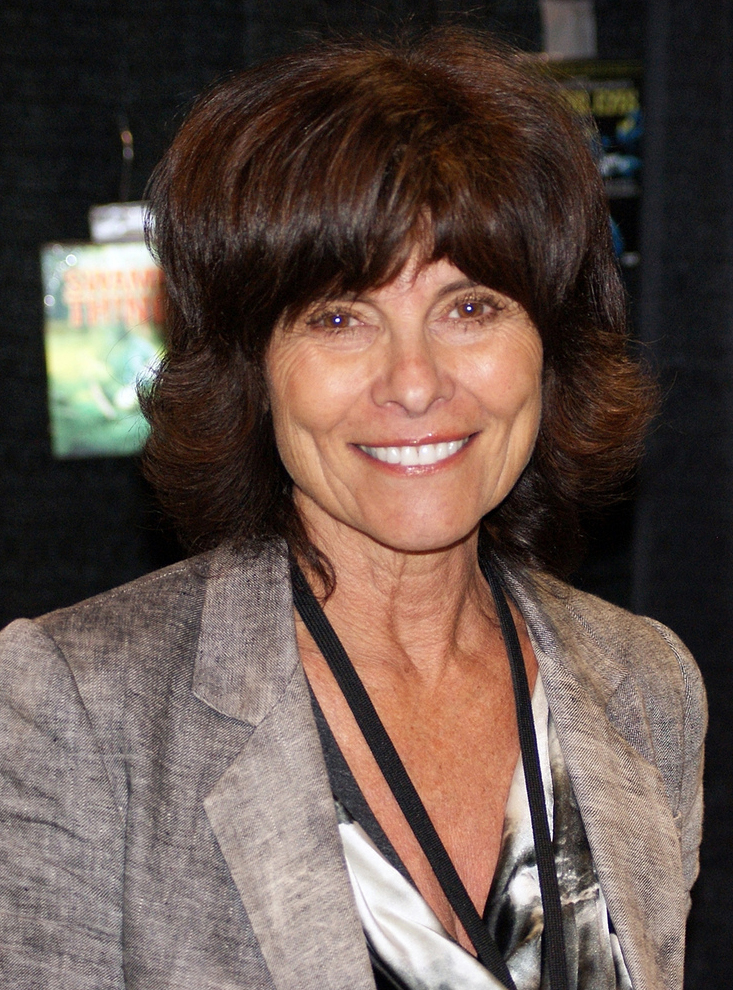
Adrienne Barbeau (2011)

Adrienne Jo Barbeau (* 11. Juni 1945 in Sacramento, Kalifornien) ist eine US-amerikanische Schauspielerin und Schriftstellerin französischer und armenischer Herkunft.

## Biografie
Während ihrer Highschool- und Collegezeit nahm Barbeau Gesangs- und Tanzunterricht. Mitte der 1960er Jahre tourte sie als Mitglied des San Jose Light Opera Ensembles über die pazifischen Stützpunkte des US-Militärs und arbeitete gegen Ende des Jahrzehnts in verschiedenen Jobs in New York, unter anderem als Go-go-Tänzerin und Kartenverkäuferin in Nachtclubs. 1968 spielte sie die Rolle der Hodel in Anatevka und ab 1972 die Rolle der Betty Rizzo im Musical Grease. Für ihre Leistung in Grease wurde Barbeau 1972 für einen Tony Award als „Beste Nebendarstellerin in einem Musical“ nominiert. Durch ihren Erfolg am Broadway wurde Norman Lear auf Adrienne Barbeau aufmerksam und bot ihr die Rolle der Carol Traynor in der  Sitcom Maude an, die sie dann von 1972 bis zu deren Einstellung im Jahr 1978 spielte.
Die Schauspielerin heiratete 1979 den Regisseur John Carpenter, der sie in einigen seiner Filme, wie The Fog – Nebel des Grauens und Die Klapperschlange, besetzte. Carpenter und Barbeau hatten sich während der Dreharbeiten des Fernsehfilms Das unsichtbare Auge von 1978 kennengelernt. Für gewöhnlich verkörperte Adrienne Barbeau in ihren Filmrollen charakterstarke, entschlossene und unabhängige Frauenfiguren. In George A. Romeros Film Creepshow spielte sie ebenso wie in Wes Cravens Film Das Ding aus dem Sumpf. Für das Fernsehen stand Barbeau von 2003 bis 2005 in 21 Folgen der Serie Carnivàle vor der Kamera. Nachdem Barbeau und Carpenter sich 1984 hatten scheiden lassen, heiratete die Schauspielerin 1992 Billy Van Zandt, mit dem sie zwei Söhne hat. Das Paar trennte sich 2012, die Scheidung erfolgte 2018.

## Filmografie
- 1972–1978: Maude (Fernsehserie, 93 Episoden)
- 1976: Die großen Houdinis (The Great Houdini, Fernsehfilm)
- 1976: Having Babies (Fernsehfilm)
- 1977: Eight Is Enough (Fernsehserie, Episode 1x05)
- 1977: Großalarm (Red Alert, Fernsehfilm)
- 1977: Quincy (Fernsehserie, Episode 2x13)
- 1977: Have I Got a Christmas for You (Fernsehfilm)
- 1978: The Fighting Nightingales (Fernsehfilm)
- 1978: Love Boat (The Love Boat, Fernsehserie, 2 Episoden)
- 1978: Todesflug 401 (Crash, Fernsehfilm)
- 1978: Das unsichtbare Auge (Someone’s Watching Me!, Fernsehfilm)
- 1978–1983: Fantasy Island (Fernsehserie, 3 Episoden)
- 1979: Sweepstakes (Fernsehserie, Episode 1x05)
- 1979: The Darker Side of Terror (Fernsehfilm)
- 1980: The Fog – Nebel des Grauens (The Fog)
- 1980: Top of the Hill (Fernsehfilm)
- 1980: Valentine Magic on Love Island (Fernsehfilm)
- 1980: Tourist (Fernsehfilm)
- 1981: Die Klapperschlange (Escape from New York)
- 1981: Auf dem Highway ist die Hölle los (The Cannonball Run)
- 1981: Charlie and the Great Balloon Chase (Fernsehfilm)
- 1982: Das Ding aus dem Sumpf (Swamp Thing)
- 1982: Creepshow
- 1982: Das Ding aus einer anderen Welt (The Thing, Stimme)
- 1984: The Next One
- 1984, 1986: Hotel (Fernsehserie, 2 Episoden)
- 1985: Seduced (Fernsehfilm)
- 1985: Unbekannte Dimensionen (The Twilight Zone, Fernsehserie, Episode 1x07 Besessen/Der Hüter der verlorenen Stunde)
- 1985: Der Schrecken der London Bridge (Bridge Across Time, Fernsehfilm)
- 1985, 1987: Mord ist ihr Hobby (Murder, She Wrote, Fernsehserie, 2 Episoden)
- 1986: The Greatest Adventure: Stories from the Bible (Fernsehserie, 2 Episoden, Stimme)
- 1986: Mach’s noch mal, Dad (Back to School)
- 1987: Open House
- 1987: Ultraman: The Adventure Begins (Fernsehfilm, Stimme)
- 1987: The Real Ghostbusters (Fernsehserie, Episode 3x11, Stimme)
- 1989: The Easter Story (Kurzfilm, Stimme)
- 1989: Ganz große Klasse (Head of the Class, Fernsehserie, Episode 3x17)
- 1989: Kannibalinnen im Avocado-Dschungel des Todes (Cannibal Women in the Avocado Jungle of Death)
- 1989: Monsters – Bis das Blut gefriert (Monsters, Fernsehserie, Episode 1x21)
- 1990: Two Evil Eyes
- 1990: Rattle’s Roll (Wake, Rattle & Roll, Fernsehserie)
- 1990: CBS Schoolbreak Special (Fernsehserie, Episode 8x01)
- 1991: Blutiger Fluß (Blood River, Fernsehfilm)
- 1991: Der Drogen-Cop (Doublecrossed, Fernsehfilm)
- 1992: Unter der Last der Beweise (The Burden of Proof, Miniserie, 2 Episoden)
- 1992: Queen Esther (Kurzfilm)
- 1992: Dream On (Fernsehserie, Episode 3x07)
- 1992–1995: Batman (Batman: The Animated Series, Fernsehserie, 8 Episoden, Stimme)
- 1993: Top Secret: Aus den Giftschränken des FBI (FBI: The Untold Stories, Fernsehserie, Episode 2x12)
- 1993: The Wild West (Miniserie, Episode 1x02, Stimme)
- 1993: ABC Weekend Specials (Fernsehserie, Episode 13x02)
- 1993: Der Kidnapper (Father Hood)
- 1993: Daddy Dearest (Fernsehserie, Episode 1x05)
- 1993: Demolition Man (Stimme)
- 1994: Silk Degrees
- 1994: One West Waikiki (Fernsehserie, Episode 1x04)
- 1994: Rebel Highway (Fernsehserie, Episode 1x08)
- 1994: The George Carlin Show (Fernsehserie, Episode 2x06)
- 1994: Babylon 5 (Fernsehserie, Episode 2x06 Freiheit für den Mars)
- 1995: Judge Dredd (Stimme)
- 1995: Requiem der Ratten (Bram Stoker’s Burial of the Rats, Fernsehfilm)
- 1996: Flippers neue Abenteuer (Flipper, Fernsehserie, 2 Episoden)
- 1996: The Wayans Bros. (Fernsehserie, Episode 2x20)
- 1997: Weird Science (Fernsehserie, Episode 5x07)
- 1997–1998: Batman und Robin (The New Batman Adventures, Fernsehserie, 2 Episoden, Stimme)
- 1998: Shattered Hearts: A Moment of Truth Movie (Fernsehfilm)
- 1998: Diagnose: Mord (Diagnosis: Murder, Fernsehserie, Episode 5x16)
- 1998: Adventures from the Book of Virtues (Fernsehserie, Episode 2x06, Stimme)
- 1998: Sliders – Das Tor in eine fremde Dimension (Sliders, Fernsehserie, Episode 4x06)
- 1998: Scooby-Doo und die Gespensterinsel (Scooby-Doo on Zombie Island, Stimme)
- 1998: Die Biber Brüder (The Angry Beavers, Fernsehserie, Episode 2x10, Stimme)
- 1998–2004: Drew Carey Show (The Drew Carey Show, Fernsehserie, 6 Episoden)
- 1999: Love Boat – Auf zu neuen Ufern (Love Boat: The Next Wave, Fernsehserie, Episode 2x13)
- 1999: Star Trek: Deep Space Nine (Fernsehserie, Episode 7x16 Unter den Waffen schweigen die Gesetze)
- 1999: A Wake in Providence
- 2000: Convent (The Convent)
- 2000: Across the Line
- 2000: Batman of the Future (Batman Beyond, Fernsehserie, Episode 3x05, Stimme)
- 2000–2002: Gotham Girls (Fernsehserie, 20 Episoden, Stimme)
- 2001: Nash Bridges (Fernsehserie, Episode 6x13)
- 2001: Spring Break Lawyer (Fernsehfilm)
- 2001: Sabrina – Total Verhext! (Sabrina, the Teenage Witch, Fernsehserie, Episode 6x05)
- 2002: The Chronicle (Fernsehserie, Episode 1x14)
- 2002: No Place Like Home
- 2002: The Santa Trap (Fernsehfilm)
- 2002, 2004: Totally Spies! (Fernsehserie, 2 Episoden, Stimme)
- 2003: Ghost Rock
- 2003–2005: Carnivàle (Fernsehserie, 23 Episoden)
- 2004: Ring of Darkness (Fernsehfilm)
- 2004: Century City (Fernsehserie, Episode 1x08)
- 2006: Deceit (Fernsehfilm)
- 2006: Christmas Do-Over (Fernsehfilm)
- 2007: Unholy
- 2007: K-Ville (Fernsehserie, Episode 1x03)
- 2007: Fly Me to the Moon 3D (Fly Me to the Moon, Stimme)
- 2008: Reach for Me
- 2008: Cold Case – Kein Opfer ist je vergessen (Cold Case, Fernsehserie, Episode 6x11 Über den Wolken)
- 2009: War Wolves (Fernsehfilm)
- 2009: Alice Jacobs Is Dead (Kurzfilm)
- 2009: Dexter (Fernsehserie, Episode 4x01 Ein Leben wie im Traum)
- 2009: Grey’s Anatomy (Fernsehserie, Episode 6x03 Paranoia)
- 2009: Ein Hund rettet Weihnachten (The Dog Who Saved Christmas, Fernsehfilm)
- 2010: Proposition 8 Trial Re-Enactment (Fernsehserie)
- 2010: Ein Hund rettet die Weihnachtsferien (The Dog Who Saved Christmas Vacation, Fernsehfilm)
- 2010–2011: General Hospital (Fernsehserie, 66 Episoden)
- 2011: CSI: NY (Fernsehserie, Episode 7x14 Bittere Pillen)
- 2012: Complacent
- 2012: Argo
- 2012–2015: Revenge (Fernsehserie, 3 Episoden)
- 2013: Sons of Anarchy (Fernsehserie, Episode 6x07)
- 2013: Hell’s Kitty (Fernsehserie, Episode 1x11)
- 2014: Criminal Minds (Fernsehserie, Episode 9x20 Die Ehre der Familie)
- 2014: The Memory Book (Fernsehfilm)
- 2015: American Dad (Fernsehserie, Episode 10x10 Ein Star wird wiedergeboren, Stimme)
- 2015: Divine Access
- 2015: Tales of Halloween (Stimme)
- 2016: ISRA 88
- 2016: Real Mature (Kurzfilm, Stimme)
- 2017: Dimension 404 (Fernsehserie, Episode 1x04)
- 2017: Death House (Stimme)
- 2018: Hell’s Kitty
- 2018: Big Legend
- 2018: Malevolence 3: Killer
- 2018: Warm Human Magic (Kurzfilm)
- 2018: Jimmy’s Jungle
- 2019: Swell
- 2019: Apple Seed
- 2019: The Chain
- 2019: Swamp Thing (Fernsehserie, Episode 1x08)
- 2019: Exorcism at 60,000 Feet
- 2019: Hoax
- 2019: Creepshow (Fernsehserie, Episode 1x01)
- 2019: Gates of Darkness
- 2020: AJ and the Queen (Fernsehserie, Episode 1x03)
- 2020: The Eagle and the Albatross
- 2020: For the Love of Jessee
- 2020: Little Willy (Kurzfilm)
- 2020: Unearth
- 2021: American Horror Stories (Episode 1x03, Spin-Off zur Serie American Horror Story)
- 2022: Hellblazers
- 2023: Oddities (Kurzfilm)

## Bibliografie
Barbeaus Autobiographie There Are Worse Things I Could Do („Es gibt schlimmere Dinge, die ich tun könnte“) erschien 2006. Im Juli 2008 veröffentlichte sie ihren ersten Roman Vampyres of Hollywood, den sie zusammen mit Michael Scott geschrieben hatte. Die Fortsetzung Love Bites, die sie allein verfasst hatte, erschien 2010.
- Adrienne Barbeau: There Are Worse Things I Could Do. Carroll & Graf, New York 2006, ISBN 978-0-7867-1637-1.

- Adrienne Barbeau, Michael Scott: Vampyres of Hollywood. Thomas Dunne Books/St. Martin’s Press, New York 2008, ISBN 978-0-312-36722-0.

- Adrienne Barbeau: Love Bites. Thomas Dunne Books/St. Martin’s Press, New York 2010, ISBN 978-0-312-36728-2.